# Angel Citizens
Angel Citizens er en amerikansk stumfilm fra 1922 af Francis Ford.

## Medvirkende
- Franklyn Farnum som Frank Bartlett
- Al Hart som London Edwards
- Shorty Hamilton som 'Smoky' Nivette
- Peggy O'Day som Isabelle Bruner
- Max Hoffman
- Terris Hoffman